# كلة كين
كلة كين هي قرية في مقاطعة بيرانشهر، إيران. يقدر عدد سكانها بـ 914 نسمة بحسب إحصاء 2016.